# Han Ji-eun
Han Ji-eun (en hangul: 한지은; 3 de junio de 1987) es una actriz surcoreana. Debutó en 2009 en la película Ghost (Be with me).

## Biografía
Han Ji-eun nació el 3 de junio de 1987. Se licenció en la Universidad Femenina Dongduk, Departamento de Televisión y espectáculos.

## Carrera
En junio de 2021 se anunció que había firmado un contrato con la agencia Secret ENT, pero en julio de 2024 pasó a Gram Entertainment.
Han Ji-eun debutó en 2009 con la película Ghost (Be with me), protagonizada por Han Ye-ri.
En 2013 fue miembro de la primera formación del grupo femenino de k-pop Heart Rabbit Girls, cuyo primer sencillo se publicó el 1 de febrero. A finales de año había abandonado el grupo. 
En 2016 encabezó el reparto de Introduction to Beauty o Beautyologi 101, una serie web en 10 episodios emitida en Naver televisión.
En 2018 Han actuó en las películas Rampant y Door Lock, y las series Twelve Nights y 100 Days My Prince.
En 2019 tuvo su primer papel protagonista en la serie de JTBC Be Melodramatic, con el personaje de una treintañera, madre soltera que cría a su hijo de ocho años y trabaja en una compañía de producción televisiva. Según el director de la serie Lee Byung-hun, la actriz fue un gran descubrimiento en un papel difícil. También en 2019 colaboró con el DJ radiofónico Jung Sung-gyu para el Drama Musical del Domingo emitido en Good Morning FM.
En Kkondae Intern, una serie de MBC retransmitida de mayo a junio de 2020, Han Ji-eun interpretó el personaje de Lee Tae-ri. En noviembre, hizo su primera aparición en el programa de variedades Running Man. También apareció en la comedia romántica de KakaoTV Amor en la ciudad, como Oh Sun-young, junto a Ryu Kyung-soo.
En diciembre de 2021 se unió al elenco principal de la serie Bad and Crazy, donde interpretó a Hee-gyeom, una teniente de la policía del equipo de investigación de drogas en una comisaría regional, que proviene de un entorno adinerado y tuvo una buena educación, pero que es considerada la «oveja negra» de la familia.
En 2022 se unió al elenco principal de la serie Stock Struck, donde da vida a Yoo Mi-seo, una novata en el comercio de acciones, que pasa de ser una futura novia feliz a experimentar un fracaso en la inversión de acciones.
En marzo del mismo año se anunció que estaba en pláticas para unirse al elenco de la serie Si las estrellas hablaran. La serie está ambientada en una estación espacial, lo que requirió una gran inversión en decorados y en efectos especiales, así como un largo proceso de producción y posproducción. Por ello, aunque su estreno estaba previsto para 2023, se demoró hasta enero de 2025. El personaje de Han es el de Choi Go-eun, directora ejecutiva de MZ Electronics y prometida de Gong Ryong (interpretado por Lee Min-ho).

## Filmografía

### Cine
| Año   | Título                    | Hangul                  | Papel                         | Notas                                | Ref.                 |
| ----- | ------------------------- | ----------------------- | ----------------------------- | ------------------------------------ | -------------------- |
| 2010  | Ghost (Be With Me)        | 귀                      | Eun-ji                        | película colectiva (parte «Tarot 3») | [ 6 ]                |
| 2014  | Miss Granny               | 수상한 그녀             | Mi-ae                         |                                      | [ 12 ]               |
| 2014  | The Royal Tailor          | 상의원                  | Cortesana Chwui-hyang-ru      |                                      |                      |
| 2014  | The Con Artists           | 기술자들                | Periodista                    |                                      |                      |
| 2015  | Coin Locker               | 코인라커                | Mujer en el centro de belleza |                                      | [ 26 ]               |
| 2015  | Love Guide for Dumpees    | 극적인 하룻밤           | Modelo                        |                                      |                      |
| 2017  | Fabricated City           | 조작된 도시             | Organizadora de fiestas       |                                      |                      |
| 2017  | The Tooth and the Nail    | 석조저택 살인사건       | Cheonhui Hong Se-hee          |                                      | [ 27 ]               |
| 2017  | Real                      | 리얼                    | Han Ye-won                    |                                      | [ 28 ]               |
| 2018  | Rampant                   | 창궐                    | Real y Noble Consorte Gyeong  |                                      | [ 29 ]               |
| 2018  | Door Lock                 | 도어락                  | Kang Seung-hye                |                                      | [ 30 ]               |
| 2019  | Scent of Ghost            | 귀신의 향기             | Seon-mi                       |                                      | [ 31 ]               |
| 2025  | Hitman 2                  | 히트맨 2                | Jeon Hae-in                   |                                      | [ 32 ] [ 33 ] [ 34 ] |
| Prog. | Mora-dong                 | 모라동                  | Min Woo-jung                  |                                      | [ 35 ]               |
| Prog. | Only God Knows Everything | 온리 갓 노우즈 에브리띵 | Joo-young                     |                                      | [ 36 ]               |

### Series de televisión
| Año     | Título                    | Papel                     | Canal             | Notas                      | Ref.                        |
| ------- | ------------------------- | ------------------------- | ----------------- | -------------------------- | --------------------------- |
| 2012    | Lights and Shadows        | Light country show member | MBC               |                            | [ 12 ]                      |
| 2014    | Two Mothers               |                           | KBS2              |                            | [ 12 ]                      |
| 2014    | You Are My Destiny        |                           | MBC               |                            | [ 12 ]                      |
| 2015    | City of the Sun           |                           | MBC Plus          |                            | [ 12 ]                      |
| 2015    | Mujeres crueles           |                           | KBS2              |                            | [ 12 ]                      |
| 2016    | Cinco niños               | Actriz                    | KBS2              |                            |                             |
| 2016    | Entourage                 | Cita a ciegas de Cha Joon | tvN               |                            |                             |
| 2016    | Introduction to Beauty    | Lee Bong-ju               | Naver TV Cast     | Serie web                  | [ 10 ]                      |
| 2017-18 | Love Returns              |                           | KBS1              |                            |                             |
| 2018    | Children of a Lesser God  |                           | OCN               |                            |                             |
| 2018    | The Miracle We Met        |                           | KBS2              |                            |                             |
| 2018    | 100 Days My Prince        | Ae Weol                   | tvN               | Reparto                    | [ 11 ]                      |
| 2018    | Twelve Nights             | Park Sun-joo              | Channel A         | Reparto                    |                             |
| 2019    | Be Melodramatic           | Hwang Han-joo             | JTBC              | Protagonista               | [ 6 ]                       |
| 2019    | Psychopath Diary          | Woman                     | tvN               | Cameo, episodio 2          |                             |
| 2020    | Kkondae Intern            | Lee Tae-ri                | MBC               | Protagonista               | [ 15 ]                      |
| 2020    | Amor en la ciudad         | Oh Seon-yeong             | KakaoTV / Netflix | Serie web                  | [ 17 ]                      |
| 2021    | My Roommate Is a Gumiho   | Miembro de la editorial   | tvN               | Invitada ep. 1             | [ 37 ]                      |
| 2021    | The Witch's Diner         | Aspirante a novelista     | tvN               | Serie web, invitada, ep. 8 | [ 38 ]                      |
| 2021-22 | Bad and Crazy             | Det. Hee-gyeom            | tvN               |                            | [ 39 ] [ 40 ] [ 41 ]        |
| 2022    | Stock Struck              | Yoo Mi-seo                | tvN               | Serie web                  | [ 22 ]                      |
| 2022    | The Stranger              | Oh Hee-joo                | KBS2              | Drama Special, 1 ep.       | [ 42 ]                      |
| 2023    | Mi mentiroso adorable     |                           | tvN               | Aparición especial         | [ 43 ]                      |
| 2024    | Nothing Uncovered         | Cha Eun-sae               | KBS2              | Aparición especial         | [ 44 ]                      |
| 2025    | Si las estrellas hablaran | Choi Choi-eun             | tvN               |                            | [ 45 ] [ 46 ] [ 25 ]        |
| 2025    | Grupo de estudio          | Lee Han-kyeong            | TVING             | Serie web                  | [ 47 ] [ 48 ] [ 49 ] [ 50 ] |

## Otras actividades

### Vídeos musicales
| Año  | Título de canción | Artista      | Ref.   |
| ---- | ----------------- | ------------ | ------ |
| 2015 | «It's Okay»       | BtoB (grupo) | [ 51 ] |

### Espectáculos de variedades
| Año  | Programa    | Papel    | Canal | Notas                            | Ref.   |
| ---- | ----------- | -------- | ----- | -------------------------------- | ------ |
| 2020 | Running Man | invitada | SBS   | ep. 527 (1 de noviembre de 2020) | [ 16 ] |

## Premios y candidaturas
| Año  | Premio           | Categoría                                                       | Papel          | Resultado | Ref.   |
| ---- | ---------------- | --------------------------------------------------------------- | -------------- | --------- | ------ |
| 2020 | MBC Drama Awards | Premio a la Excelencia, actriz en miniserie de miércoles-jueves | Kkondae Intern | Candidata | [ 52 ] |
| 2022 | KBS Drama Awards | Mejor actriz en drama especial/telefilme                        | The Stranger   | Candidata |        |